# Litúrgia

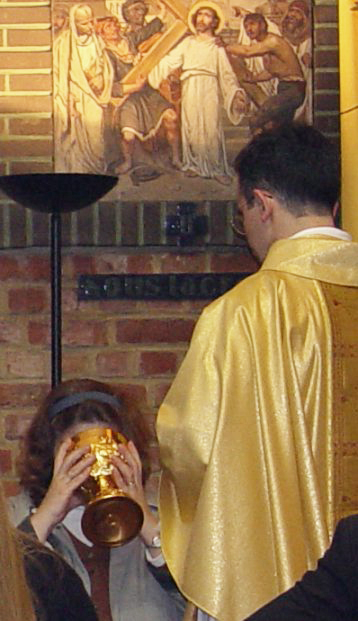
Litúrgia catòlica

La litúrgia és el culte públic habitual d'un grup religiós. Com a fenomen religiós, la litúrgia representa una resposta i una participació comunitàries al sagrat mitjançant activitats que reflecteixen pregària, accions de gràcies, record, súplica o penediment. Forma una base per establir una relació amb una agència divina, així com amb altres participants a la litúrgia.
Tècnicament parlant, la litúrgia forma un subconjunt del ritual. La paraula litúrgia fa referència a un ritual formal, que pot ser elaborat o no, promulgat per aquells que entenen que participen en una acció amb el diví.
Les societats practiquen rituals, o conjunt de ritus, amb connotacions de tipus religiós o cerimonial, als casaments, enterraments i altres moments importants de la vida individual o col·lectiva. Les religions tendeixen a reglamentar la manera com cal efectuar el culte en els llocs públics, especialment als temples.

## Etimologia
La paraula litúrgia, derivada del terme tècnic en grec antic (grec: λειτουργία), leitourgia, que significa literalment "treball per al poble" és una traducció literal de les dues paraules "litos ergos "o" servei públic ". En origen, significava les ofertes sovint costoses que els grecs rics feien al servei de la gent i, per tant, a la polis i a l'Estat. Mitjançant la leitúrgia, els rics tenien una càrrega financera i van ser recompensats amb honors i prestigi. La leitúrgia fou assignada per la polis, l'Estat i l'Imperi Romà, i es va convertir en obligatòria al llarg del segle iii. L'actuació d'aquests va donar suport a la posició del patró entre l'elit i els populars en general. Al titular d'una leitúrgia hel·lènica no se li imposava una suma específica, sinó que se li confiava un ritual particular, que es podia celebrar amb major o menor magnificència. L'esfera principal va continuar essent la de la religió cívica, plasmada en els festivals: M.I. Finley assenyala que "en el dia de Demòstenes hi havia almenys 97 cites litúrgiques a Atenes per a les festes, passant a 118 en un any panatenaic (quadriennal)." Tanmateix, es va assignar a grups de ciutadans rics el pagament de despeses com equipaments cívics i fins i tot el pagament de vaixells de guerra. Finalment, sota l'Imperi Romà, aquestes obligacions, conegudes com a munera, es van convertir en una càrrega competitiva i ruïnosament costosa que s'evitava quan era possible. Aquests inclouen una àmplia gamma de despeses relacionades amb infraestructures i equipaments cívics; i obligacions imperials com ara la reparació de carreteres, ponts i aqüeductes, subministrament de diverses matèries primeres, forn de pa per a les tropes en trànsit, per citar només algunes.

## Ornaments i vestidures
Les pràctiques litúrgiques de moltes religions inclouen l’ús de diversos ornaments i vestidures especials.

### Litúrgia catòlica
Per a oficiar la missa, el sacerdot porta: alba, casulla, estola...

### Budisme
Els monjos budistes acostumen a vestir túniques de color safrà.

## Budisme

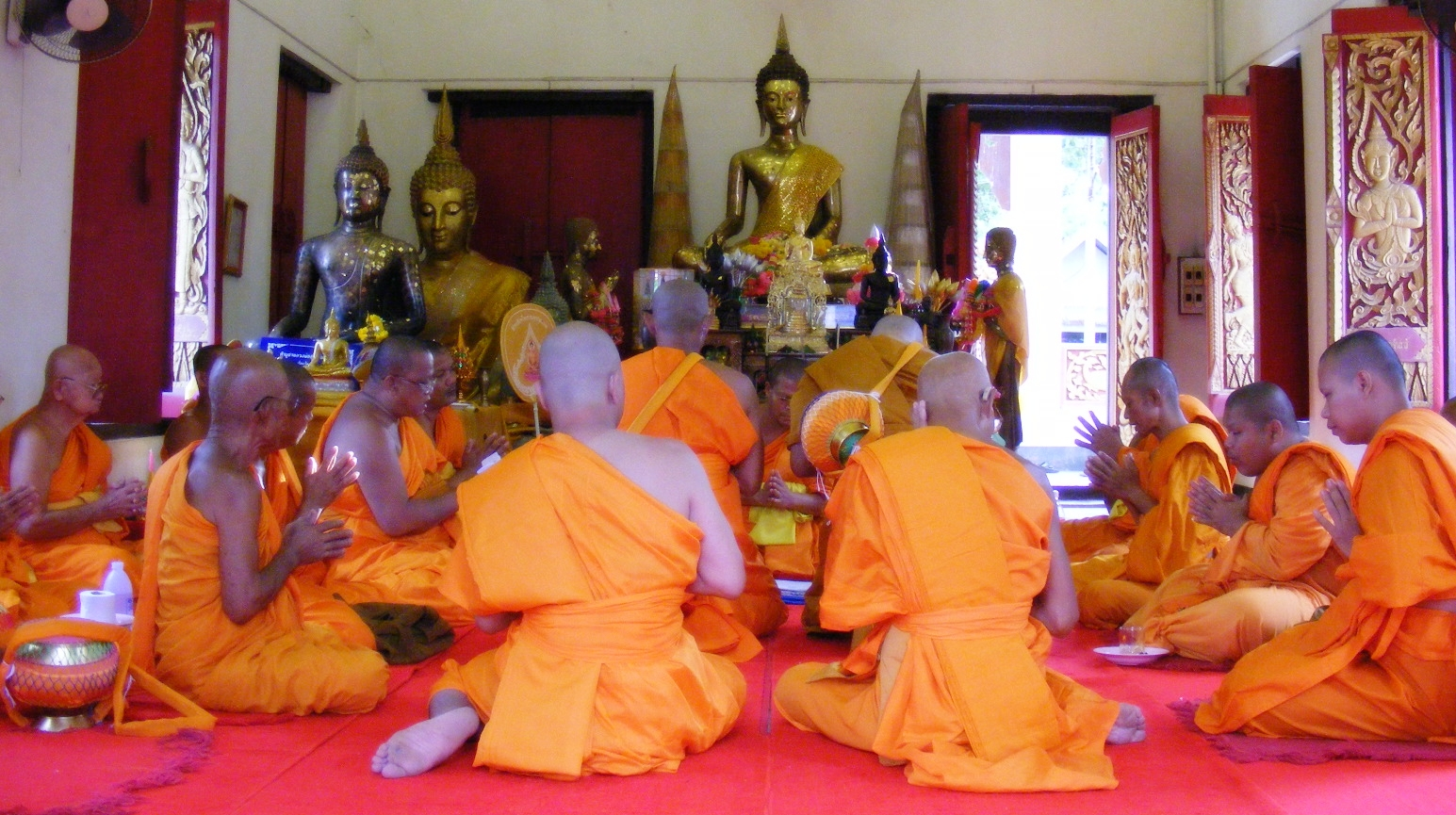
Litúrgia budista

La litúrgia budista un servei formalitzat de veneració i culte en una comunitat budista Sangha en gairebé totes les confessions i sectes tradicionals del món budista. Sovint es fa una o més vegades al dia i pot variar entre les sectes Theravada, Mahayana i Vajrayana.
La litúrgia consisteix principalment a cantar o recitar una sutra o passatges d'una sutra, un mantra (sobretot a Vajrayana) i diverses gathas. Depenent de la pràctica que prefereixi el practicant, es pot fer en un temple o a casa. La litúrgia es fa gairebé sempre davant d'un objecte o objectes de veneració i s'acompanya d'ofrenes de llum, encens, aigua i menjar.

## Cristianisme

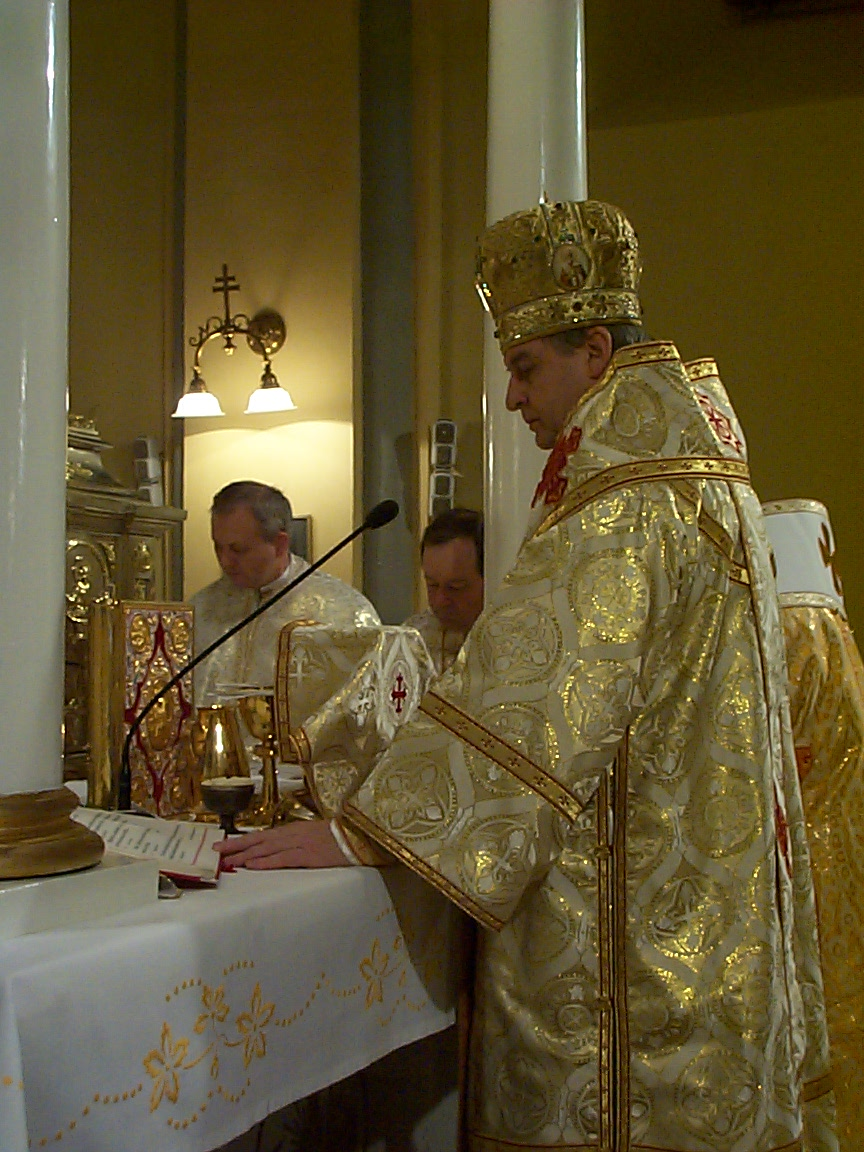
Un bisbe que celebra la divina litúrgia a una església catòlica oriental a Prešov, Eslovàquia

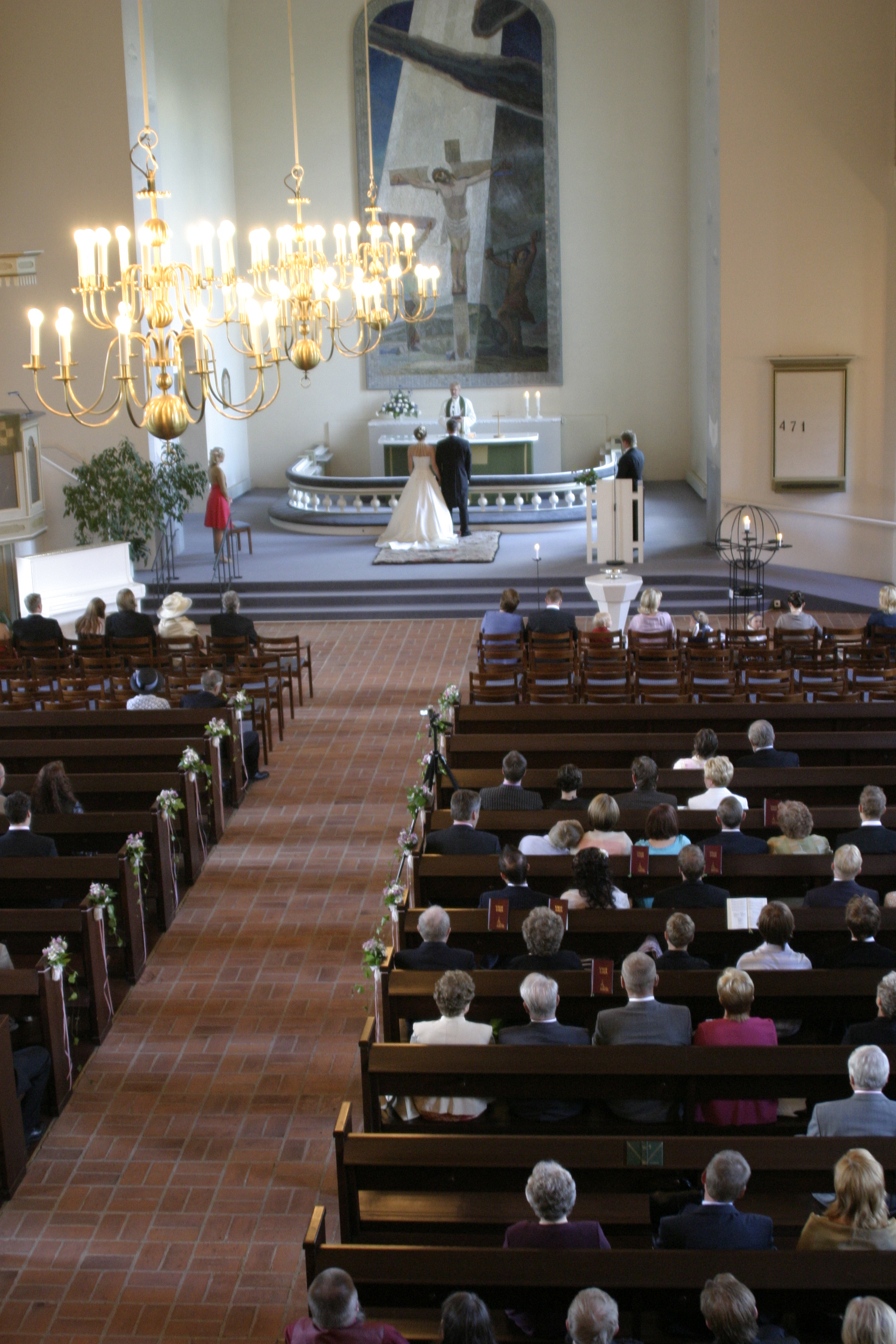
Cerimònia de casament a l'església de Kiuruvesi a Kiuruvesi, Finlàndia

Sovint en el cristianisme, es fa una distinció entre esglésies "litúrgiques" i "no litúrgiques" en funció del grau d'elaboració o antiguitat de l'adoració; en aquest ús, les esglésies els serveis de les quals no estan escrits o improvisats s'anomenen "no litúrgiques". Altres s'oposen a aquesta distinció, argumentant que aquesta terminologia oculta la universalitat del culte públic com a fenomen religiós. Així, fins i tot el culte obert o en espera dels quàquers és litúrgic, ja que l'espera fins que l'Esperit Sant mou els individus a parlar és una forma prescrita d'adoració dels quàquers, de vegades denominada "la litúrgia del silenci".
Els primers cristians van adoptar la paraula "litúrgia" per descriure el seu principal acte de culte, el servei dominical (també Eucaristia, Santa Comunió, Santa Missa o Divina Litúrgia), que consideraven un sacrifici i servei recíproc, de Déu als homes i dels homes a Déu. Posteriorment, però, el terme es va ampliar per a fer referència als diversos actes religiosos solemnitzats per l'Església d'una manera oficial. Se sol tractar de la celebració o administració d'un sagrament, però també es pot tractar d'un servei de pregària públic (com, per exemple, la Litúrgia de les hores). La litúrgia sacramental és considerada per l'Església Catòlica i les ortodoxes com la forma eminent de participació del poble en l'obra de Déu; que és principalment l'obra salvadora de Jesucrist, que continua i perfecciona l'obra de la redempció a través de les gràcies que atorga als homes. A més, és un deure per als cristians com a poble que participa pel seu bateig del ministeri sacerdotal de Crist.
Moltes esglésies cristianes limiten alguns ritus o ministeris a algunes persones designades de forma concreta (de forma disciplinar o per creença teològica). És el cas dels bisbes, preveres, diaques, lectors o acòlits. Així i tot, tota la congregació participa de l'acte litúrgic i l'ofereix a Déu. Un liturgista és un acadèmic especialista en litúrgia, que pot ser un ministre ordenat o un laic.

## Islam
Salat (àrab: صلاة, ṣalā, ‘oració’; pl. صلوات, ṣalawāt) és la pràctica de l'oració física i obligatòria a l'islam en contraposició a la dua, que és el terme àrab per a la súplica. El fet de ser un dels cinc pilars de l'islam mostra la importància que la pregària obligatòria té per als musulmans.
La salat és precedit per una ablució ritual o wudú i canònicament es fa cinc vegades al dia. Consisteix en la repetició d'una unitat anomenada raka (pl. rakat) que consisteix en un conjunt d'accions i paraules que cal dir en un ordre concret. El nombre de rakes obligatòries (fard) varia de dos a quatre segons l'hora del dia o altres circumstàncies (com ara el culte de divendres a la congregació, que només compta dues rakes). L'oració és obligatòria per a tots els musulmans, excepte per als que són prepubescents, menstruals o en fase de puerperi després del part.

## Judaisme
La litúrgia jueva és la recitació d'oració que forma part de l'observança del judaisme rabínic. Aquestes oracions, sovint amb instruccions i comentaris, es troben al sidur, el llibre de pregària jueu tradicional. En general, els homes jueus estan obligats a resar tres vegades al dia dins d'uns intervals de temps específics (zmanim); mentre que, segons la majoria de les autoritats ortodoxes modernes, les dones només estan obligades a resar una vegada al dia, ja que generalment estan exemptes d'obligacions que depenen del temps. Totes les oracions públiques requereixen un minyam, un quòrum de 10 adults, per a ser presents.
Tradicionalment, es diuen tres serveis d'oració diàriament:
1. Shacharit o Shaharit (שַחֲרִת), de l'hebreu Shachar o Shahar (שַחָר) "llum del matí",
2. Mincha o Minha (מִנְחָה), les oracions de la tarda amb el nom de l'ofrena de farina que acompanyava els sacrificis al Temple de Jerusalem,
3. Arvit (עַרְבִית) or Maariv (מַעֲרִיב), de "caure la nit".

Oracions addicionals:
- Musaf (מוּסָף, "addicional")[20] es recita tradicionalment en Shabat, les principals festes jueves (incloent-hi Chol HaMoed) i Roix Hodeix.

Un cinquè servei de pregària, Ne'ila (נְעִילָה, "tancament"), només es recita pel Yom Kippur, el dia de l'expiació.